# 146e division de fusiliers (1re formation)
Pour les articles homonymes, voir 146e division.
La 146e division de fusiliers (russe : 146-я стрелковая дивизия) est une division de fusiliers de l'Armée rouge active au début de la Grande Guerre patriotique.
Elle est mise sur pied au milieu de 1939, dans le cadre du renforcement majeur de l'armée soviétique avant le début de la Seconde Guerre mondiale. Après le début de l'invasion allemande en 1941, elle défend les abords de Kiev pendant plusieurs mois jusqu'à ce qu'elle soit encerclée et détruite en septembre.

## Historique
La 146e division de fusiliers commence à se former le 16 août 1939 à Berditchev, dans le district militaire ukrainien. Son ordre de bataille est le suivant :
- 512e régiment de fusiliers
- 608e régiment de fusiliers
- 698e régiment de fusiliers
- 280e régiment d'artillerie légère [1]
- 717e régiment d'obusiers
- 211e bataillon antichar
- 476e bataillon antiaérien
- 126e bataillon de reconnaissance
- 119e bataillon de sapeurs
- 226e bataillon des transmissions

En septembre, la division participe à l'invasion soviétique de la Pologne et en 1940 à une opération similaire en Bessarabie.
Le 22 juin 1941, la division est en réserve dans le 36e corps de fusiliers, loin de la frontière, mais le 23 au soir, elle est déplacée vers Terechki et le 27, elle opère aux côtés de la 14e division de cavalerie (ru), défendant la zone de Kremenets contre les chars et l'infanterie motorisée allemandes. Fin juin, elle est affectée à la 6e armée au sein du front du Sud-Ouest.
Fin juillet, la division est réaffectée à la 26e armée, et en août à la 37e armée, combattant dans les lignes de défense aux approches nord de Kiev. Cette position ne laisse aux combattants de la 146e pratiquement aucune chance d'échapper à l'encerclement allemand, et la division est détruite en septembre, bien qu'elle ne soit officiellement retirée de l'ordre de bataille soviétique que le 27 décembre .